# ناتسومه یوشینوبو
ناتسومه یوشینوبو (به ژاپنی: 夏目 吉信 Natsume Yoshinobu); ۱ ژانویهٔ ۱۵۱۷ – ۲۵ ژانویهٔ ۱۵۷۳) سامورایی دوره سنگوکو اهل ژاپن بود. وی به خاندان ماتسودایرا خدمت می‌کرد و در نبرد میکاتاگاهارا کشته شد.